# 12è districte de París
El 12è districte és un dels vint districtes de París, França. Es troba a la Riba Dreta del Sena. Conté l'Opéra Bastille, la segona òpera més gran de París. Va ser inaugurada el 1989, al bicentenari de la presa de la Bastilla. El bosc de Vincennes també es troba a aquest districte, així com el ministeri francès d'Hisenda i el Palais Omnisports de Paris-Bercy.

## Geografia
El 12è districte té una àrea de 16,324 km², dels quals gairebé dos terços corresponen al territori del bosc de Vincennes. Sense comptar el bosc, el districte té una àrea de 6,377 km².

## Demografia
El 12è districte va assolir la seva població màxima el 1962, i a partir d'aleshores va començar un declivi en el nombre d'habitants. Tanmateix, la reorganització dels anys 90 va contribuir a fer que la població tornés a augmentar. A l'últim cens (1999), la població era de 136.591 habitants, i comptava amb 112.336 llocs de treball.
| Any (dels censos francesos) | Població | Densitat (hab. per km²) |
| --------------------------- | -------- | ----------------------- |
| 1872                        | 87.678   | 13,749                  |
| 1954                        | 158.437  | 24,845                  |
| 1962 (població màxima)      | 161.574  | 25,337                  |
| 1968                        | 155.982  | 24,460                  |
| 1975                        | 140.900  | 22,095                  |
| 1982                        | 138.015  | 21,643                  |
| 1990                        | 130.257  | 20,426                  |
| 1999                        | 136.591  | 21,419                  |

## Barris
Cadascun dels vint districtes de París se subdivideix en quatre barris (quartiers). Aquests són els quatre barris del 12è districte:
- Quartier du Bel-Air
- Quartier de Picpus
- Quartier de Bercy
- Quartier des Quinze-Vingts

## Mapa

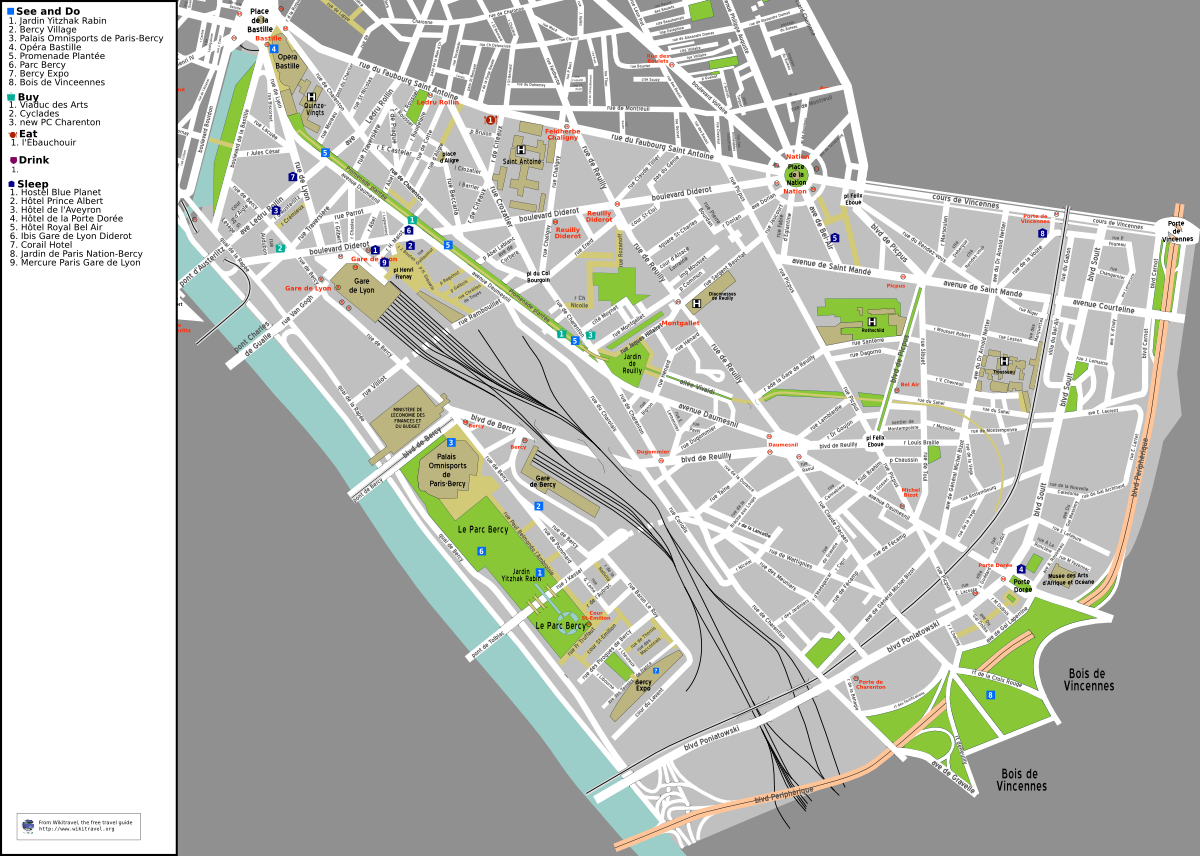
Mapa del 12è districte

## Llocs d'interès

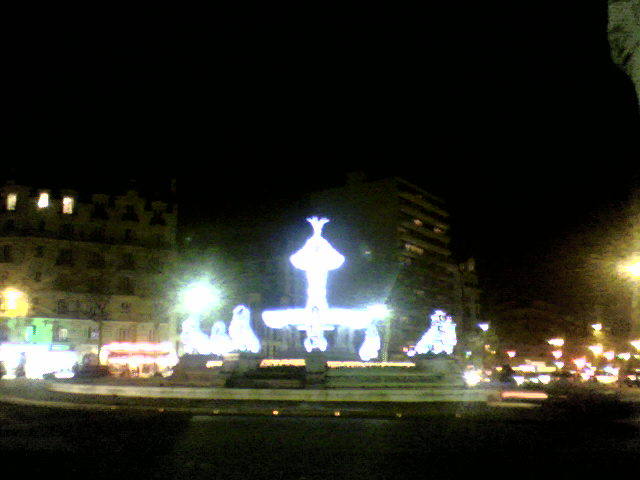
Place Felix Eboue

- Place de la Bastille (al 4t, 11è i 12è districtes)
  - Opéra Bastille
  - Faubourg Saint-Antoine
- Promenade plantée
- Viaduc des Arts
- Parc de Bercy
- Cimetière de Picpus
- Palais Omnisports de Paris-Bercy
- Bosc de Vincennes
- Zoo de Vincennes